# Bicicletas, Bolos e Outras Alegrias
Bicicletas, Bolos e Outras Alegrias é o quarto álbum de estúdio da cantora e compositora brasileira Vanessa da Mata, lançado em 13 de outubro de 2010, pela Sony Music.

## Gravação e produção
Inicialmente, o álbum seria lançado em 2011. Entretanto, a cantora disse que aceitou uma parceria com a Natura. Isso fez com que se retirasse para um sítio, onde começou a compor as canções; dizendo que era hora de fazer um novo álbum, pois, as canções começaram a tomar sua cabeça. Segundo a cantora, "as músicas pedem para ser gravadas". O produtor do disco, Kassin, disse que o novo projeto é diferente do último, pois, Vanessa não tinha muitas músicas completas, mas tinha muitas ideias. Antes das sequências de ensaios, os dois encontraram-se para analisar as letras, mesmo sendo um álbum em que a cantora teve pouco tempo para compor.
Kassin ainda disse que apesar de Vanessa não tocar nenhum instrumento, ela chega ao estúdio com a canção e melodia prontas. Devido a isso, os ensaios são importantíssimos para ela passar à cada músico o que "está na cabeça dela". Segundo a cantora, o processo de criação de seus álbuns são totalmente artesanais, pois, ela canta as melodias para os demais integrantes da banda. Sobre essa, ela disse que trouxe os músicos para formar o estilo que ela gostaria para o álbum.
A cantora disse que o produtor do álbum, Kassin, é um amigo dentro do estúdio. Ela revelou ao portal Terra, que ele conhece as preferências dela e que ambos vão opinando sobre as canções, convencendo um ao outro. Além disso, a cantora leva todas as ideias para o produtor e escolhe, ao lado dele, as músicas que são "mais inspiradoras", fazendo uma mistura para que o álbum seja "fértil e colorido". O álbum conta apenas com teclado, baixo, guitarra e bateria, como base. Diferente de algumas gravações tradicionais, todos os instrumentos foram registrados juntos, segundo o produtor, para manter uma unidade do projeto. Para o jornal O Povo, Vanessa disse que acredita que neste disco ela consegue "cumprir um antigo desejo que era adequar poesia, letra e melodia. Antes eu notava que precisava dar rodeios para chegar ao ponto que eu queria dizer. Dessa vez, acho que consegui fazer as coisas mais diretas”.

## Músicas
O primeiro single do álbum, "O Tal Casal", e a canção "As Palavras" arrebataram a gravadora, segundo Vanessa, entretanto, a primeira era uma canção que não entraria no projeto inicialmente. Somente após a mudança no arranjo ela foi encaixada. Segundo a cantora, ela sempre ouvia as pessoas falarem "quem eu quero não me quer, e quem me quer eu mandei embora. O romântico gosta de quem não gosta dele. E eu quis falar um pouco disso de uma maneira gostosa, pois, encontrar é se encontrar". A canção "As Palavras" veio para explicar o que a música tem de significado para a cantora, Vanessa faz uma alusão sobre isso, referindo-se ao "pecado", dizendo que várias pessoas podem ter interpretações diferentes sobre a mesma palavra. Em "Bolsa de Grife", Vanessa fala sobre o fato de não precisar de coisas caras para se sentir realizada ou aliviada de alguma angústia. Já "Moro Longe", para Vanessa, é uma canção direta e objetiva, "Se eu for aí/Faça valer a pena". A faixa que dá o nome ao álbum, "Bicicletas, Bolos e Outras Alegrias", é uma canção que faz homenagem à avó da cantora, Sinhá, e a uma receita. Ela revela a influência de Chico Buarque na faixa, no trecho: "Quem disse que faniquito não cura/Quem disse que açúcar e afeto não podem curar".
| Bicicletas, Bolos e Outras Alegrias    | As letras tem a ver comigo, e não tem a ver. É uma maneira minha de interpretar as coisas, mas essas coisas não acontecem na minha vida. É muito difícil eu falar de mim na letra | Bicicletas, Bolos e Outras Alegrias |
| — Vanessa da Mata, para o portal Terra | |                                     |

"Te Amo", segundo a cantora, foi escrita porque ela queria uma canção que falasse de amor, que houvesse a expressão te amo, e que falasse do medo de se entregar à outra pessoa. "Vê Se Fica Bem", para Vanessa, é uma letra que pode ser entendida como um amor não assumido de uma das partes. No entanto, a cantora disse que a canção tem um forte cunho homossexual, de alguém que está se descobrindo sexualmente.
A canção "Vá", é uma canção de despedida, de dor profunda. A canção foi enviada à outra cantora, porém foi devolvida à Vanessa. A cantora presenteada, disse que não poderia cantá-la, pois quando ela ouvia a canção só chorava. Vanessa disse que não sabe como compôs a canção, de onde tirou inspiração, mas imagina que pode ser de uma desilusão passada. "Quando Amanhecer" surgiu quando Vanessa estava na casa de Gilberto Gil, e ambos estavam falando sobre projetos futuros, até o momento em que o convidou para compor uma canção. Então, Gil deu à cantora uma melodia para ela fazer a letra ("Lá Vem Ela"), enquanto Gil fez as harmonias para algumas canções de Vanessa. Em estúdio, a cantora pediu para que Gilberto Gil cantasse e ele aceitou.
Segundo a própria cantora, a ideia de fazer a canção "Fiu Fiu" vem de dois anos, pois, para Vanessa é algo totalmente brasileiro, apesar de não saber se a expressão é utilizada em outros países. No entanto, ela revela que descobriu, durante uma viagem à Alemanha, que existe um pássaro que reproduz o som em questão. Vanessa disse que a canção tem o objetivo de retratar o desencontro entre o homem e a mulher, pois, "o homem gosta da mulher voluptuosa, gostosa (por isso a inserção da construção civil), enquanto a mulher gosta de estar mais magra (através da dieta, retratada na música). Isso já faz um tempo, então, existe uma sintonia e um impasse da mulher, quando o namorado acha que ela está ótima e diz 'adoro pegar nesse bracinho fofinho', ela quer morrer. É uma brincadeira e uma crítica a isso". A cantora disse que quis falar de quando você está magra ninguém nota, mas, se engorda um pouco, você é notada. "Meu Aniversário" foi feito em 10 de fevereiro, na Bahia e retrata o gosto da cantora pelo aniversário, sendo a data, para ela, um dia único e especial.

## Recepção da crítica
| Críticas profissionais | Críticas profissionais |
| Avaliações da crítica  | Avaliações da crítica  |
| Fonte                  | Avaliação              |
| ---------------------- | ---------------------- |
| O Estado de S. Paulo   | 3 de 5 estrelas.       |
| allmusic               | 4 de 5 estrelas.       |
| Época                  | (Positivo)             |
| Jornal do Commercio    | (Positivo)             |
| Rolling Stone Brasil   | [ 27 ]                 |
| Caipirinha Lounge      | (Positivo)             |

O escritor moçambicano Mia Couto disse que se sente leve após escutar o novo álbum de Vanessa da Mata, para ele "essa leveza surge pelo talento de Vanessa para costurar palavra e som, como se ela soubesse que poesia e música são dois nomes de uma mesma linguagem divina". O crítico Beto Feitosa, do site ZiriGuidum.com, disse que Vanessa apresenta um álbum com farto material radiofônico com refrões "chiclete" e que, para ele é um "drops de delícias pop, baladas, um toque de África e um chão de Brasil; tudo muito bem embaladinho em bom papel". Feitosa, ainda elogia a canção "Fiu Fiu" a quem chama de "divertida, que flerta com velhos clichês eletrônicos" e compara "Bolsa de Grife" às canções de Os Mutantes. Ceci Alves, do jornal baiano Correio, inicia a crítica caracterizando Vanessa da Mata como uma diva e dizendo que o seu novo álbum é uma "conversa ao pé de ouvido", pois, para ela, da Mata, traz "seu universo pessoal… mas pleno de referências que dialogam com o ouvinte. E qualquer que seja ele: desde o sisudo cult ao flanador de dial de rádio". Além disso, Alvez diz que "Te Amo" traz referências de Roberto Carlos, e, assim como Beto Feitosa, diz que "Bolsa de Grife", possui arranjos similares aos dos Mutantes. Paralelamente à crítica de Alves, o mesmo jornal publicou uma análise de Hagamenon Brito, que identifica na obra de Vanessa sua infância no interior do estado do Mato Grosso, "onde natureza exuberante e riquezas se misturam o tempo todo". Para Brito, Vanessa tem um "frescor telúrico" e mostra seu ecletismo único ao falar de romantismo (com "O Tal Casal" e "Te Amo"), criticar o consumismo (em "Bolsa de Grife") e celebrar a alegria ("Meu Aniversário"). Concluindo sua análise, Hagamenon Brito diz que Vanessa está acima da média das produções da música popular brasileira e elogia os arranjos simples e sofisticados, além de sua banda. Depois de criticar o fechamento de Gal Costa e chamar Marisa Monte de incompreensível, Thiago Mariano, do Diário do Grande ABC, diz que Vanessa da Mata é a "grande referência de agudos e voz suave da música brasileira com boa produção e excelente apelo popular" e, assim como os críticos do jornal baiano "Correio", Mariano, diz que o álbum apresenta um frescor, com uma roupagem sonora moderna e criativa, revelando referências da infância da cantora. Para o crítico, "o disco é uma opção de trazer alegria aos momentos cinzentos em reminiscências das fases mais felizes da vida". A crítica de Mariano Prunes, da AllMusic, diz que depois de uma trajetória de sucessos, Vanessa "desfruta dos frutos do seu trabalho duro" com o novo álbum. Para Prunes, a cantora "cresceu com confiança e independência" - principalmente devido a criação de seu próprio selo -, e não tem mais a responsabilidade de criar um "nome"; Mariano diz que Kassin é um "multi-talensoso produtor", que ao lado de Moreno Veloso e Domenico, criam trabalhos formidáveis na cena musical brasileira. Diz que o álbum é "excelente", apesar de não ter hits e, que, a última faixa (interpretada ao lado de Gilberto Gil), revela que a cantora está em um nível de composição que apenas poucos artistas alcançam.
Para Adriana Del Ré, do jornal O Estado de S. Paulo, Vanessa não quis ter resquícios de seus trabalhos anteriores. Del Ré diz que chamar alguém para participar do álbum poderia soar como uma repetição do single "Boa Sorte / Good Luck", com Ben Harper, porém, Vanessa diz que "não queria fazer outro Sim" e, por isso o cuidado com a participação de Gil, em "Quando Amanhecer". A crítica do jornal ainda diz que "Biciletas, Bolos e Outras Alegrias busca uma confluência de sonoridades africana e brasileira, dentro de um universo familiar a qualquer pessoa", pois, segundo a crítica, "qualquer um pode viver o clichê de se rasgar de amor" ("Te Amo"), qualquer um pode viver uma desilução ("Vá") ou ter uma "avó quituteira de mão cheia", etc. A análise da revista Época diz que o fato de Vanessa ter como base suas raízes para marcar o trabalho não é novo, mas, vem de 1999, quando compôs, ao lado de Chico César, "A Força Que Nunca Seca", para Maria Bethânia, e após isso as canções como "Não Me Deixe Só" e "Ai, Ai, Ai…", por exemplo. Para Mariana Shirai, crítica da revista, o álbum de da cantora traz "delicadeza" e o "despojamento" que consagrou a cantora em canções de amor, mesmo experimentando "novas rotas de estilo, em 'Te Amo'" e possui arranjos "piscodélicos", pois mesclam diferente referências (ritmos latinos, africanos, tecnobrega, reggae e jovem guarda), dando crédito ao produtor por isso. José Teles, do Jornal do Commercio, publicou em 11 de outubro de 2010, um artigo intitulado "exuberância sonora de Vanessa da Mata", onde diz que "a fossa passou longe" do novo álbum, mais sofisticado, que consolida seu "estilo melódico e temas bem particulares". Para Teles, a faixa-título, recebe uma levada do axé, enquanto "O Tal Casal", começa calmo e engata uma "levada de balda, levemente acelerada". Mas, diferente das demais críticas, José Teles diz que "Fiu Fiu" tem forte posibilidades de se tornar um hit, dizendo que a canção é um "pop perfeito com ótima letra" e estende o elogio à cantora, dizendo que apesar de ter artistas que buscam uma batida perfeita, Vanessa chega ao pop perfeito, com o novo álbum.
O crítico musical angolano Claudio Silva, que avalia músicas em língua portuguesa no blog bilíngue "Caipirinha Lounge", conceituou o álbum entre os melhores que ouviu no último ano "Mais uma vez a qualidade de produção está exemplar, ainda mais que o Sim, e ouvindo estas músicas em headphones de verdade é uma experiência por si só. Há muitos que dizem que às vezes a MPB é monótona e repetitiva mas quase que cada seis meses saem álbuns como este e nos derretem a todos. Sinto-me, sei lá, mais próximo a esta artista por causa deste álbum… Creio que este é talvez o melhor dela, e com certeza o mais maduro. Sinto que ela está mais livre, mais solta. O álbum tem elementos de rock, reggae, samba, bossa, uma pitada de electronica e bué de atitude".

## Lista de faixas
Créditos adaptados do encarte do álbum.
Todas as faixas escritas e compostas por Vanessa da Mata, exceto onde indicado. 
| N.º            | Título                                  | Compositor(es)         | Duração |  |
| 1.             | "O Tal Casal"                           |                        | 4:20    |  |
| 2.             | "Fiu Fiu"                               |                        | 4:17    |  |
| 3.             | "Te Amo"                                |                        | 3:36    |  |
| 4.             | "Meu Aniversário"                       |                        | 3:00    |  |
| 5.             | "Vê Se Fica Bem"                        |                        | 4:02    |  |
| 6.             | "Bolsa de Grife"                        |                        | 2:45    |  |
| 7.             | "As Palavras"                           |                        | 4:10    |  |
| 8.             | "Bicicletas, Bolos e Outras Alegrias"   |                        | 4:21    |  |
| 9.             | "Vá"                                    | V. da Mata Lokua Kanza | 4:38    |  |
| 10.            | "Moro Longe"                            |                        | 3:23    |  |
| 11.            | "O Masoquista e o Fugitivo"             |                        | 3:26    |  |
| 12.            | "Quando Amanhecer" (part. Gilberto Gil) | V. da Mata G. Gil      | 3:19    |  |
| Duração total: | Duração total:                          | Duração total:         | 45:17   |  |

## Posições nas paradas
| Parada (2010)       | Melhores posições |
| ------------------- | ----------------- |
| Brasil PMB - Top CD | 4                 |

## Vendas e certificações
| País / Certificadora | Certificação | Vendas  |
| -------------------- | ------------ | ------- |
| Brasil (PMB) - CD    | Platina      | 150.000 |